# Raphael de Barros Monteiro
Raphael de Barros Monteiro (Areias, 26 de outubro de 1908 — São Paulo, 3 de maio de 1974) foi um jurista brasileiro.

## Biografia
Bacharelado pela Faculdade de Direito de São Paulo em 1930 como melhor aluno da turma, tornou-se juiz em 1935, sendo classificado em primeiro lugar logo no primeiro concurso ao qual se submeteu, sendo sucessivamente promovido até tornar-se desembargador do Tribunal de Justiça de São Paulo em 1949, do qual foi presidente de 1966 a 1967. Foi nomeado ministro do Supremo Tribunal Federal por decreto de 23 de junho de 1967 do presidente Costa e Silva, tomando posse em 7 de julho. Foi empossado juiz substituto do Tribunal Superior Eleitoral em 25 de fevereiro de 1969, sendo efetivado em 25 de novembro e exercendo as funções de vice-presidente a partir de 11 de fevereiro de 1971, até assumir a efetiva presidência em 12 de fevereiro de 1973, onde permaneceu até 12 de novembro do mesmo ano. Faleceu em São Paulo em 3 de maio de 1974, sendo homenageado em sessão no Supremo Tribunal Federal.